# Herr Korbes
Herr Korbes ist ein Tierschwank (ATU 210). Er steht in den Kinder- und Hausmärchen der Brüder Grimm an Stelle 41 (KHM 41).

## Inhalt
Ein Hühnchen und ein Hähnchen verreisen im Wagen mit roten Rädern, den vier Mäuschen ziehen. Sie nehmen unterwegs eine Katze, einen Mühlstein, ein Ei, eine Ente, eine Stecknadel und eine Nähnadel auf. Sie besetzen Herrn Korbes' Haus. Als er heimkommt, bewirft ihn die Katze mit Asche, die Ente mit Wasser, das Ei verklebt ihm die Augen, die Nadeln stechen ihn in den Hintern und in den Kopf, der Mühlstein schlägt ihn tot. Ab der 6. Auflage (1850) schließt das Märchen mit der Bemerkung: Der Herr Korbes muß ein recht böser Mann gewesen sein.

## Herkunft
Grimms Anmerkung notiert zur Herkunft aus den Maingegenden (von Jeanette Hassenpflug), doch auch in Hessen (von Lisette Wild), und nennt vergleichend KHM 10 Das Lumpengesindel. Der Vers der hessischen Variante laute:
der Wagen schnurrt,
das Mäuschen pfeift,
der Hahn der schüttelt seinen Bart,
das Ding hat eine gute Art.
Der Schlusssatz, Herr Korbes sei böse gewesen, wurde ab der 6. Auflage von 1850 angefügt und soll offenbar die absurde Handlung erklären. Die Brüder Grimm erklärten Herrn Korbes dem englischen Übersetzer Edgar Taylor als Kinderschreck wie Butzemann oder Knecht Ruprecht.

## Rezeption
In Janoschs Interpretation tanzt Herr Korbes mit einer schönen Henne und lädt sie zum Kuchen ein. Die bringt ihren Bräutigam, den Hahn, mit und lädt unterwegs noch Katze, Hündchen, Autoreifen, den Elefanten Seifried, Stiefel und Mistgabel ein. Bei Herrn Korbes angekommen, essen sie sich am Kuchen satt. Zur Gegenleistung will Herr Korbes die Henne küssen, da nichts umsonst sei. Daraufhin verhauen alle gemeinsam Herrn Korbes furchtbar. Dazu erschien ein Bildband, der auch im Fernsehen in Janoschs Traumstunde gezeigt wurde (Episode 20).
Der 1850 hinzugefügte Schlusssatz, Herr Korbes sei böse gewesen, diente Tankred Dorst als Ausgangspunkt zu seinem 1988 uraufgeführten Drama Korbes. Ferner diente Herr Korbes Friedrich Dürrenmatt im Hörspiel Abendstunde im Spätherbst von 1956 der Figur des Autors als Vorbild.